# 정승원 (야구인)
정승원(鄭承源,  1982년 8월 13일 ~ )은 전 KBO 리그 한화 이글스의 외야수이다. 2010년 시즌 후 방출되었고 NC 다이노스의 트라이아웃 때 "정승원"으로 개명했다. 아쉽게도 트라이아웃에서 탈락한 그는 2012 시즌부터 예전에 복무하였던 상무의 주루코치로 지도자의 길을 걷게 되었다. 본명은 정희상(鄭熙相)이다.

## 출신학교
- 서울청구초등학교
- 충암중학교
- 중앙고등학교
- 단국대학교

## 기타
단국대 시절 강타자로 활약하며 에이스 오승환(삼성)과 함께 수차례 전국 대회 우승을 이끈 주인공였다.
2010년 5월 16일에는 2회 1사 2루에서 KIA 타이거즈 투수 로페즈의 6구를 잡아당겨 짧은 안타가 3루타로 연결되어 데뷔 첫 3루타를 기록하였다.